# Pesaguero
Pesaguero är en kommun i Spanien. Den ligger i den autonoma regionen Kantabrien i norra delen av landet, 300 km norr om huvudstaden Madrid. Antalet invånare är 276 (2024).
Pesaguera indelas i barrios: Avellanedo, Barreda, Caloca, Cueva, Lerones, Lomeña, Obargo, Pesaguero, Valdeprado och Vendejo. Av dessa ligger Barreda, Lerones, Obargo, Valdeprado och huvuddelen av Pesaguero norr om Río Bullón. Söder om denna flod ligger "bydelen" La Parte, som är en del av barrio Pesaguero.